# Qingyuan, Weiyuan
Qingyuan (kinesiska: 清源) är en köping i nordvästra Kina. Den ligger i Weiyuan härad i staden Dingxi i provinsen Gansu, omkring 110 kilometer söder om provinshuvudstaden Lanzhou. 